# Лоподунум
Лоподунум (лат. Lopodunum) — название римского города, на территории которого располагается современный немецкий город Ладенбург (федеральная земля Баден-Вюртемберг).
Из ранней истории поселения известны два каструма, после упразднения которых состоялось планомерное учреждение полуавтономной городской общины (civitas), полное название которой Civitas Ulpia Sueborum Nicrensium свидетельствует об основании в правление императора Траяна. Лоподунум был главным городом неккарских свевов, следами процветания которого являются сохранившиеся до наших дней фундаменты обширного форума и монументальной базилики. Вплоть до падения Верхнегерманско-ретийского лимеса в III веке Лоподунум был одним из важнейших городов в этой области Империи. В позднеантичный период, когда граница вновь проходила по Рейну, здесь на берегу Неккара было возобновлено военное укрепление в форме бургуса.

## История
Район современного Ладенбурга был заселён ещё до прихода римлян, и, вероятно, находился в контексте кельтской и позднее — раннегерманской культуры, одним из самых значительных свидетельств которой являются фрагменты укреплённого поселения на горе Хайлигенберг в Гейдельберге. При этом археологические находки середины — второй половины I века исключительно редки, что, скорее всего, связано с исходом автохтонного населения гельветов в ходе Галльских войн.
Считается, что уже при императоре Тиберии здесь, в непосредственной близости от границы Империи, были поселены племена свевов. Но лишь с началом обустройства военных и транспортных путей на Рейне, этот регион приобрёл действительно стратегическое значение, располагаясь на кратчайшем пути между римскими военными лагерями на Рейне и на Дунае. В 70—х годах I века на территории современного Старого города Ладенбурга были один за другим выстроены два римских каструма, что говорит о смене здесь расквартированных конных вспомогательных подразделений римской армии (ала). В пользу конных подразделений в Ладенбурге свидетельствуют археологические данные: фундаменты конюшень, фрагменты конской упряжи и обнаруженный в 1906 году вотивный камень декуриона ala I Cannanefatium. Ala Cannenefatium при этом (как минимум между 74 и 90 годами) была частью верхнегерманской армии. При Домициане, около 90 года стены каструма были возведены в камне, однако уже вскорости — вероятно, при Траяне — снесены, а ala Cannenefatium была передислоцирована в Паннонию, где она в 116 году приняла участие в войнах с даками.
Около 106 года в центре оставленного каструма был заложен обширный форум общей площадью 130×84 м с монументальной базиликой, что свидетельствует о желании придать новому городскому поселению Civitas Ulpia Sueborum Nicrensium особый статус, поскольку форум в Лоподунуме является одним из крупнейших на правом берегу Рейна. С другой стороны, по невыясненным причинам, строительство базилики, входные двери которой уже были украшены изысканными бронзовыми накладными деталями, осталось незавершённым; форум, однако, использовался по своему назначению в качестве торгового двора.

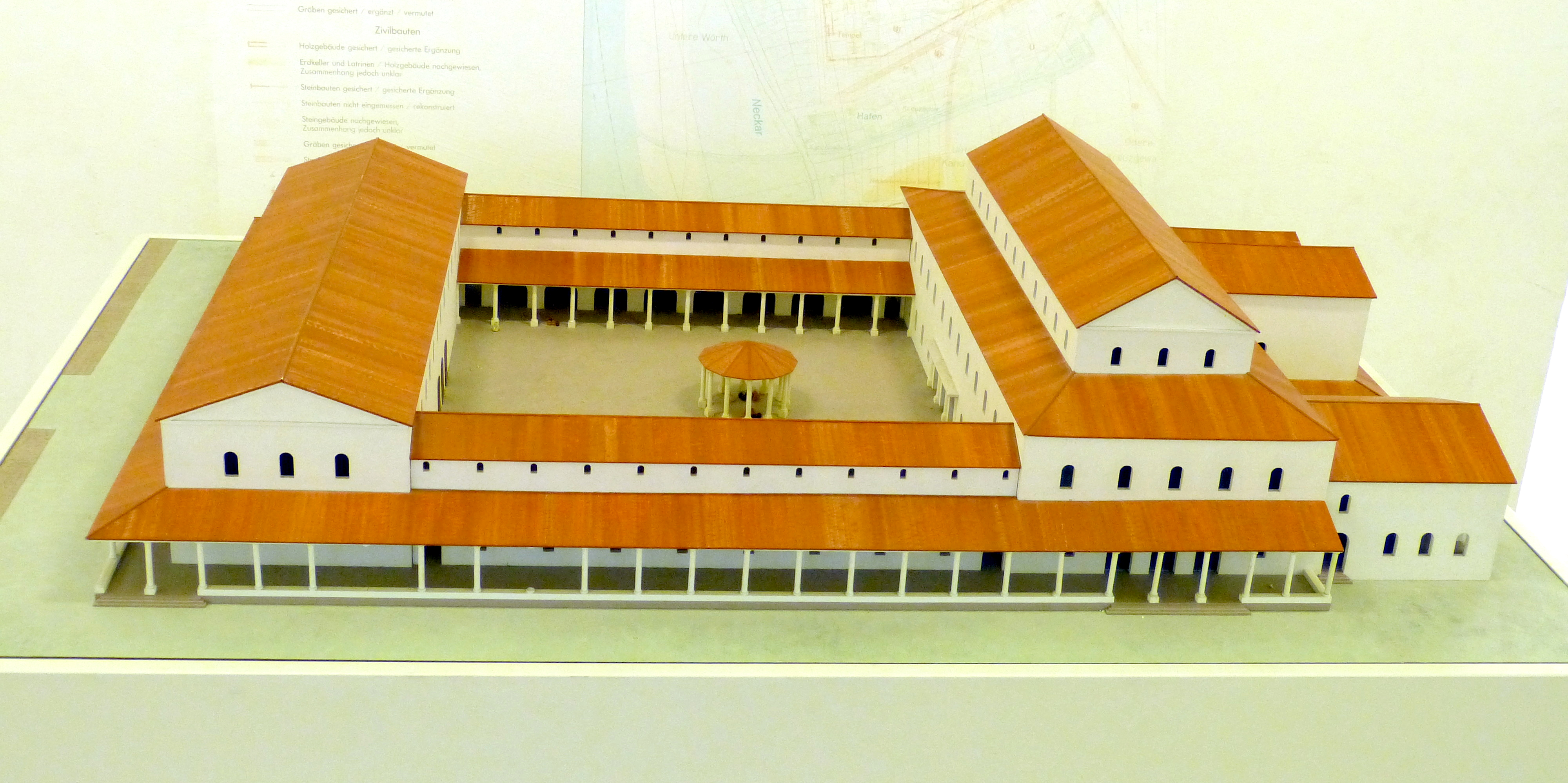
Модель форума в Лоподунуме (Археологический музей Баден-Вюртемберга, Констанц)